# Matthias Schoenaerts
Matthias Schoenaerts (tiếng Hà Lan: [ˈmɑtjɑs ˈsxunaːrts]; sinh ngày 8 tháng 12 năm 1977) là một diễn viên người Bỉ, nhà sản xuất phim và nghệ sĩ graffiti có nguồn gốc từ tộc người Flemish. Anh xuất hiện lần đầu tiên ở tuổi 13 trong Daens (1992), được đề cử Giải Oscar cho phim ngoại ngữ hay nhất. Anh nổi tiếng với vai diễn Filip trong Loft (2008), Jacky Vanmarsenille trong Bullhead (2011) được đề cử giải Oscar, Ali trong Rust and Bone (2012) được đề cử BAFTA và Quả cầu vàng. Anh đã giành được giải César cho nam diễn viên triển vọng, Eric Deeds trong The Drop (2014), Bruno von Falk trong Suite Française (2015), Gabriel Oak trong Far from the Madding Crowd (2015) và Hans Axgil trong Cô gái Đan Mạch (2015). Schoenaerts nhận nhiều phê bình tích cực cho vai diễn một cựu chiến binh chịu hội chứng PTSD trong Disorder (2015).

## Hoạt động nghệ thuật

### Điện ảnh
| Năm  | Tên phim         | Vai diễn            | Ghi chú                                       |
| ---- | ---------------- | ------------------- | --------------------------------------------- |
| 2008 | Loft             | Filip               |                                               |
| 2011 | Bullhead         | Jacky Vanmarsenille |                                               |
| 2015 | Cô gái Đan Mạch  | Hans Axgil          | Phỏng theo nhân vật có thật là Fernando Porta |
| 2022 | Canterbury Glass |                     |                                               |